# Bischofshof

Het Bischofshof vóór 1689

Het Bischofshof (Nederlands: Bisschopshof) was vanaf de late middeleeuwen de residentie van de bisschoppen van Worms in deze Duitse stad. Eerder werd het gebruikt door onder meer Pepijn de Korte, Karel de Grote en rijksvorsten die hier vanaf de jaren 600 tot in de 11e eeuw hier hun hof- en rijksdagen hielden. Er kwamen ook 22 andere keizers van het Heilige Roomse Rijk (ondermeer Frederik Barbarossa en Maximiliaan I) en 54 prinsbisschoppen van Worms tot 1689, toen het gebouw werd verwoest.

## Middeleeuwen
Het middeleeuwse paleis in Worms lag direct ten noorden van de dom van Worms. Vanaf de late middeleeuwen werd het door de bisschoppen en de keurvorsten als stadsresidentie gebruikt. Het bevond zich binnen de immuniteit van de dom van Worms. Het complex bestond uit een reeks gebouwen die na elkaar werden gebouwd, had een eigen ingang naar de dom in de noordelijke zijbeuk en een eigen kerk, de Stephansdom, in het noorden van het terrein. De hal van het hof van de bisschop was gerenoveerd - misschien voor de keizerlijke vergadering van 1521. Het middeleeuwse complex werd verwoest tijdens de Negenjarige Oorlog (1688-1697).

## Maarten Luther
Maarten Luther verantwoordde zich hier in april 1521 tegenover keizer Karel V voor zijn in 1517 gepubliceerde stellingen. De confrontatie met de keizer leidde tot het Edict van Worms, uitgevaardigd op de Rijksdag van Worms op 26 mei 1521. Op de plaats waar Luther stond in 1521 werd een gedenkteken opgericht, de grote schoenen van Luther, met daarbij een reliëf met het Bischofshof vooraleer het werd verwoest. De scheur in het reliëf is het symbool voor de scheiding van de kerken.

## Galerij

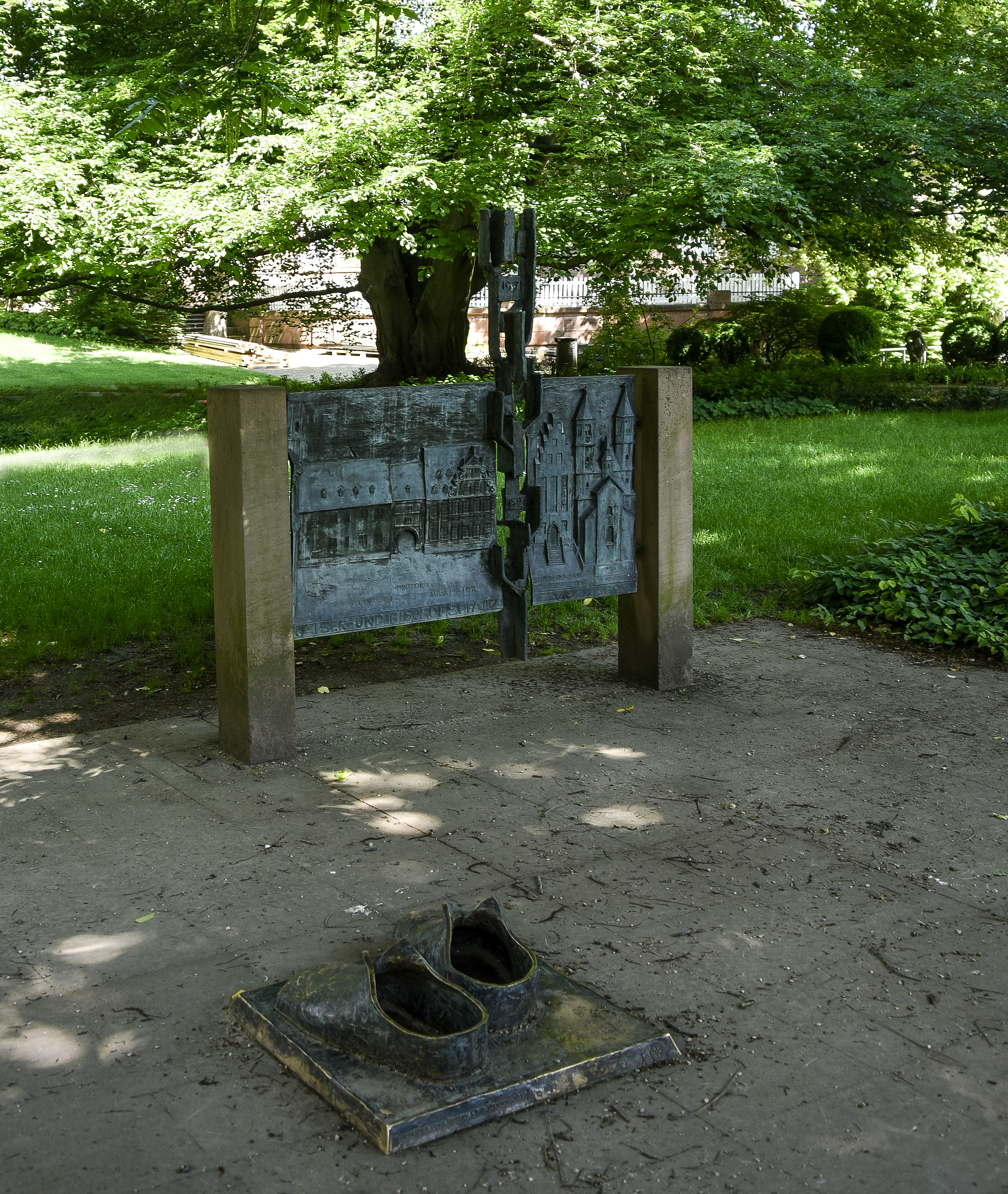
De grote schoenen van Luther
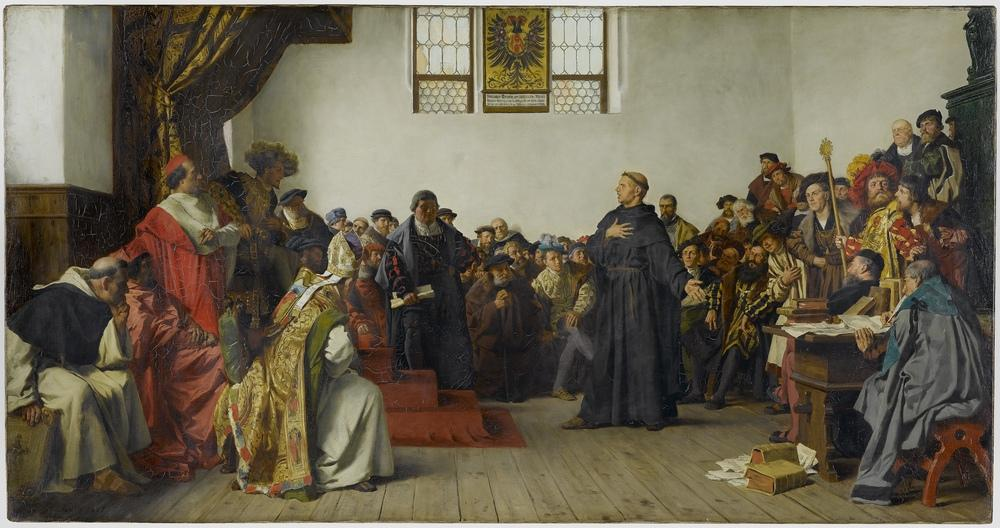
Maarten Luther in het Bischofshof voor keizer Karel V